# Saint-Julien-Gaulène
Saint-Julien-Gaulène é uma comuna francesa na região administrativa da Occitânia, no departamento de Tarn. Estende-se por uma área de 11.84 km², e possui 219 habitantes, segundo o censo de 2018, com uma densidade de 18 hab/km².